# Podgoria Aradului
Podgoria Aradului est une zone viticole du Județ d'Arad, Roumanie.
Située à l'est et au nord-est de la ville d'Arad, cette zone englobe plusieurs localités telles que Ghioroc, Miniș, Pâncota et Radna.